# Monforte de Lemos–Redondela-vasútvonal

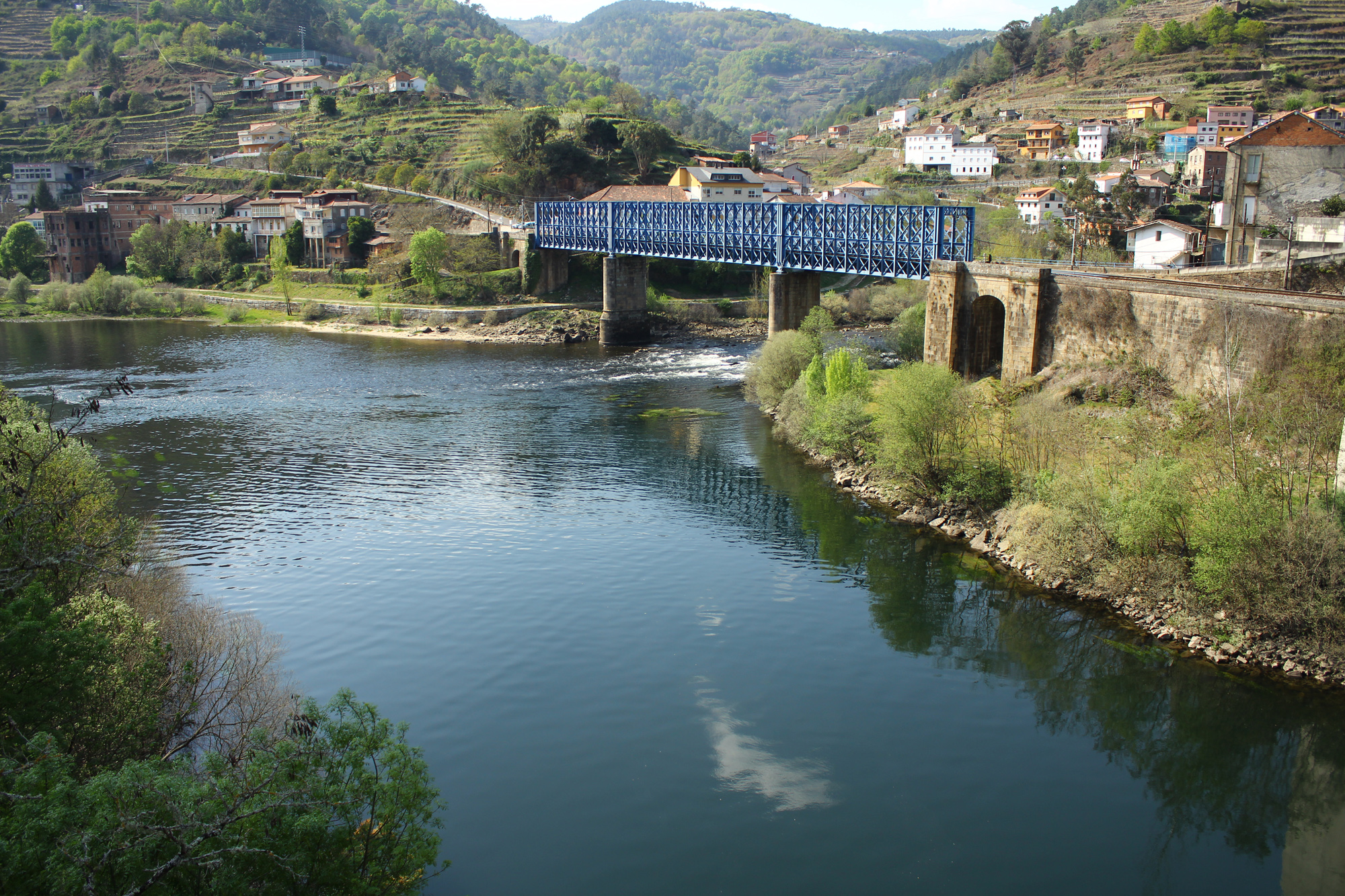
Viadukt a vonalon

A Monforte de Lemos–Redondela-vasútvonal egy 166,8 km hosszúságú, 1668 mm-es nyomtávolságú, egyvágányú, 3000 V egyenárammal villamosított vasútvonal Spanyolországban Monforte de Lemos és Redondela között. 1885. május 18-án adták át a forgalomnak. Tulajdonosa az ADIF, a járatokat az Renfe üzemelteti. Vonalszáma a 810-es.
A vonatok maximális sebessége a vonalon 155–160 km/h.